# Парем
«Парем» (тадж. Парем) — поп-рок-гурт з міста Душанбе; одна з найпопулярніших музичних музичних груп Таджикистану, неодноразовий переможець місцевого музичного естрадного фестивалю «Суруді Сол».

## З історії гурту
Група «Парем» була створена в березні 1993 року на базі ВІА «Бойчечак» при Будинку піонерів колишнього Фрунзенського району міста Душанбе на чолі з Георгієм Дмитровичем Непомнящим.
До первинного складу групи входили: 
- Володимир Юматов, ударна установка, вокал;
- Олім Ширинов, бас-гітара, вокал;
- Фейруз Хакімов, гітара, вокал;
- Алішер Зариков, гітара;
- Владислав Нечипуренко, клавішні;
- Наргіс, вокал.

Спершу гурт виконував як свої пісні, так і популярні хіти інших, в тому числі зарубіжних, авторів.
Значною подією в житті колективу став вихід у травні 1996 року першого альбому групи Ай чаро ишк («Чому любов»), заглавна пісня з якого стала хітом № 1 у Таджикистані за доволі короткий термін. 
Платівка була записана на студії Зураба Кокоєва «Шоу Биржа» при ККЗ ім. Борбада (тепер Палац Борбада / тадж. Кохи Борбад) в складі:
- Алішер Сайфуллаєв, гітара, вокал;
- Олім Ширинов, ударная установка, вокал;
- Алішер Зариков, лідер-гитара, бек-вокал;
- Максуд Тоїров, бас-гітара;
- Собір Амінов, гітара, бек-вокал.

У подальшому гурт записав декілька синглів «Медони ё не/Гули ман» (кін. 1996 року), «Омадаст» (весна 1997 року), що стали шлягерами. А у січні 1998 року гурт здобув національну премію «СОНЕЪ» у номінації «Найкращий дебют року». У травні того ж відбулися перші гастролі музичного колективу — до другого за значенням міста країни Худжанда. Учасники «Парему» виступили на сцені місцевого театру музкомедії Камолі Худжанді, а також на відкритому майданчику перед готелем «Ходжент».
У грудні 1998 року групу покинув Алішер Сайфуллаєв і солістом гурту став Собір Амінов. Його дебютом став виступ «паремівців» на новорічному концерті, що відбувся вночі 31 грудня 1998 року на центральній душанбинській площі «Озоді». 
15 березня 1999 року відбувся сольний концерт групи в ККЗ ім. Борбада з новою концертною програмою «Сарвиноз»
Наприкінці листопада 1999 року вийшов другий альбом групи «Дишаб» записаний на студії звукозапису Будинку Радіо (м. Душанбе), презентація якого відбулася в ККЗ ім. Борбада на початку грудня цього ж року. 
Восени 2001 року група виїжджає на гастролі до Німеччини, де записує декілька синглів. 
Два роки поспіль, у 2004 та 2005 роках, «Парем» ставав переможцем національного естрадного конкурсу «Суруди сол» («Пісня року»), з піснями «Танхо дар ёд» та «Ай гулак» відповідно.
Переживши декілька змін, теперішній склад «Парему»:
- Олім Ширинов, ударні, вокал;
- Собір Амінов, бас-гітара, вокал;
- Алішер Зариков, лідер-гітара;
- Хакім Хазраткулов, гітара;
- Далер Султанов, перкусія.

У 2000-х «паремівці» записують низву хітових синглів, в тому числі й у співробітництві з іншими провідними таджицькими виконавцями («Мохи тобон», «Ери ман», «Лайли»), регулярно виступає з сольними концертами, як у Таджикистані, так і за його межами.